# Loenbom
Loenbom är en svensk släkt, bland vars medlemmar märks:
- Carl Johan Loenbom (1791–1852), svensk präst
- Johan Loenbom (1756–1817), svensk präst
- Samuel Loenbom (1725–1776), svensk historiker och urkundsutgivare